# Santiago Martín Báguenas
Santiago Martín Báguenas (¿? - Madrid, 22 o 23 d'agost de 1936) va ser un agent de policia espanyol que va exercir importants llocs durant el regnat d'Alfons XIII i, posteriorment, durant la Segona República. És també conegut pel seu paper en la conspiració militar que després desembocaria en la Guerra Civil.

## Biografia
Policia de professió, pertanyia al Cos de Vigilància. Durant la dictadura de Primo de Rivera va tenir un destacat paper en la repressió dels moviments esquerrans i contraris a la dictadura. El 1930, ocupant el general Emilio Mola el lloc de Director general de Seguretat, va nomenar a Martín Báguenas cap de la Divisió de Recerca Social, una espècie de policia política que tenia la seva seu principal en un casalot del carrer Víctor Hugo de Madrid. Des d'aquest lloc es va convertir en un estret col·laborador del general Mola, amb qui va establir amistat. També va mantenir bones relacions amb l'inspector de policia Mauricio Carlavilla.
Aquesta posició li va fer guanyar-se una manifesta antipatia entre molts sectors. De fet, amb la proclamació de la Segona República el 1931, Martín Báguenas no va simpatitzar amb el nou règim. Al maig de 1931, després dels incidents relacionats amb la crema de convents, va ser suspès de servei i finalment separat del cos. Segons comptaria posteriorment Carlavilla, va ser ell qui va atreure a Martín Báguenas a la conspiració antirepublicana que acabaria desembocant en «La Sanjurjada» d'agost de 1932. Martín Báguenas va passar a col·laborar amb els conjurats en qualitat d'informador, cobrant un sou mensual de 1500-5000 pessetes. Tot això no va impedir que posteriorment fos reintegrat en la policia i arribés a ocupar importants llocs, com a cap del Grup Especial de la Presidència del Consell de Ministres —encarregat de la protecció de la residència del cap del govern—, cap superior de Policia de Madrid, delegat d'Orde Públic a Catalunya i comissari-cap del Cos d'Investigació i Vigilància, disposant d'una gran llibertat de moviment. disposant a més d'una gran llibertat de moviment. L'historiador Alberto Reig Tapia el considera un «Fouché» de l'època. El setembre del 1935, poc abans de la caiguda del govern presidit per Alejandro Lerroux, aquest va proposar Martín Báguenas per al càrrec de Director general de Seguretat. No obstant això, el President de la República no va recolzar Lerroux i es va negar a signar el nomenament, que va quedar en no res.
Segons Paul Preston, el 1936 Martín Báguenas va estar al capdavant d'un intent de magnicidi contra el llavors cap de govern, Manuel Azaña.
En la primavera de 1936, Martín Báguenas ja estava implicat en una altra conspiració contra la República, sent l'home dels conspiradors dins de la Direcció General de Seguretat. Això li va permetre avisar el seu antic superior i «director» de la conspiració, el general Mola, de la inspecció sorpresa que el director general de Seguretat José Alonso Mallol anava a dur a terme a Pamplona el 3 de juny amb l'objectiu de descobrir arsenals clandestins d'armes. El seu avís va contribuir decisivament al fet que els registres policials no trobessin res. Poc després de l'esclat de la Guerra Civil va ser detingut per les autoritats republicanes i empresonat.
La nit del 22 al 23 d'agost de 1936 va resultar assassinat a la presó Model de Madrid.